# All Sorts and Conditions of Men
All Sorts and Conditions of Men é um filme de drama britânico de 1921, dirigido por Georges Tréville, estrelado por  Renee Kelly, Rex Davis e James Lindsay. Foi baseado no romance All Sorts and Conditions of Men de Walter Besant.

## Elenco
- Renee Kelly - Angela Messenger
- Rex Davis - Harry le Briton
- James Lindsay - Senhor Jocelyn
- Mary Brough - Landlady